# Älgarna-Härnösand IF
Älgarna-Härnösand IF ist ein schwedischer Fußballverein aus Härnösand aus der Provinz Västernorrlands län. Bis zum Beitritt des Härnösands FF Ende 2019 lief der Klub als IF Älgarna auf. Die Mannschaft spielte in ihrer bisherigen Geschichte vier Spielzeiten in der zweithöchsten schwedischen Spielklasse.

## Geschichte
Im Februar 1919 gegründet spielte IF Älgarna zunächst unterklassig. 1941 machte der Klub erstmals auf sich aufmerksam, als er das Endspiel der Norrländska Mästerskapet erreichte. 1951 stieg die Mannschaft in die dritte Liga auf und profitierte im folgenden Jahr von einer Ligareform, da die nordschwedischen Mannschaften in die schwedische Ligapyramide integriert wurden und daher die Anzahl der Zweitligastaffeln auf drei erhöht wurde. In der Division 2 Norrland belegte der Klub in der ersten Spielzeit den letzten Nichtabstiegsplatz, hatte aber neun Punkte Vorsprung auf die Absteiger GIF Sundsvall, Sollefteå GIF und Ljunga IF. In der Spielzeit 1954/55 gelangen jedoch nur vier Saisonsiege und gemeinsam mit IF Friska Viljor und Skutkärs IF stieg die Mannschaft wieder in die dritte Liga ab.
Mit fünf Punkten Rückstand auf Staffelsieger IF Friska Viljor verpasste IF Älgarna den direkten Wiederaufstieg. Nachdem auch im folgenden Jahr hinter dem niederlagenlosen Konkurrenten IFK Östersund der Aufstieg verpasst worden war, kehrte der Klub 1958 als Meister der Division 3 Mellersta Norrland in die Zweitklassigkeit zurück. Wiederum dauerte der Aufenthalt in der zweithöchsten Spielklasse nur zwei Spielzeiten, als Tabellenletzter stieg der Klub 1960 erneut ab. Zunächst spielte er um den Wiederaufstieg, 1964 scheiterte die Mannschaft erst in der Aufstiegsrunde an Brynäs IF.
1966 stieg IF Älgarna in die Viertklassigkeit ab. Zunächst dort nur im mittleren Tabellenbereich platziert, gelang 1971 der Wiederaufstieg in die dritte Liga. Hier hielt sich die Mannschaft zwei Spielzeiten, schaffte aber nach dem Abstieg 1973 den sofortigen Wiederaufstieg. Nach dem abermaligen Abstieg 1976 etablierte sich der Klub auf dem vierten Spielniveau. 1983 kehrte IF Älgarna in die dritte Spielklasse zurück, wurde aber 1986 Opfer einer Ligareform und kam abermals in die vierte Liga.
Ende 1990 stieg IF Älgarna erneut in die dritte Liga auf. In der Frühjahrsserie Tabellensechster schaffte der Klub auch im Herbst als Fünfter den Klassenerhalt. In der Frühjahrsserie gelang jedoch nur ein Saisonsieg, so dass der Klub im Herbst wieder viertklassig antreten musste. Hier platzierte der Klb sich in Folge im hinteren Tabellenbereich und beendete die Spielzeit 1995 auf einem Relegationsplatz. Zwar war die Mannschaft in der Runde ach zwei Siegen und einem Unentschieden im direkten Duell gegen Brunflo FK punktgleich mit dem Konkurrenten, stieg jedoch aufgrund des schlechteren Torverhältnisses in die fünfte Liga ab.
Der Aufenthalt in der Fünftklassigkeit währte für IF Älgarna nur eine Spielzeit, als Staffelsieger setzte sich der Klub in der Aufstiegsrunde durch. In der vierten Liga spielte die Mannschaft gegen den Wiederabstieg, der 2000 nicht mehr vermieden wurde. 2004 stieg der Klub wieder auf, wurde aber Opfer einer Ligareform. Aufgrund der Einführung der Division 1 als neuer dritthöchster Spielklasse wurde der Klub als Tabellenvorletzter in die Sechstklassigkeit degradiert. Aus dieser stieg der Klub 2007 auf und schaffte anschließend den direkten Durchmarsch in die viertklassige Division 2.
Nach dem Abstieg 2011 rutschte IF Älgarna in der Folge bis in die Sechstklassigkeit ab. Nach dem Staffelsieg Ende 2018 spielte die Mannschaft in der Division 3 Mellersta Norrland. Ende 2019 trat der auf der gleichen Ligaebene spielende Lokalnachbar Härnösands FF dem Klub bei, so dass IF Älgarna zwar sportlich abgestiegen war, der Fusionsverein jedoch in der Fünftklassigkeit verblieb. Ende 2021 kehrte die Mannschaft in die vierthöchste Spielklasse zurück.